# Flora (affresco)
La Flora, conosciuta anche con il nome di Primavera, è un affresco proveniente da Villa Arianna, rinvenuto durante gli scavi archeologici dell'antica città di Stabiae, l'odierna Castellammare di Stabia e conservato al museo archeologico nazionale di Napoli: si tratta dell'opera più importante e famosa ritrovata nell'antica città romana.

## Storia e descrizione
L'affresco risale alla prima metà del I secolo, in piena epoca imperiale, quando era utilizzato il terzo stile pompeiano, con vaghe reminiscenze ellenistiche e fu dipinto in un cubicolo di Villa Arianna, insieme ad altre tre figure femminili, Leda, Medea e Diana, posizionate ognuna in pannelli nella zona mediana delle pareti: le figure femminili quindi, nel loro aspetto mitologico, erano il filo conduttore della stanza. La scelta dell'autore di dipingere tale soggetto non è chiaro: secondo alcune ipotesi potrebbe essere dovuto al fatto che i proprietari della villa erano imparentati con Sabini, che consideravano Flora una delle più importanti divinità, o perché la famiglia aveva a cuore i raccolti di grano, di cui la dea era protettrice, o semplicemente per puro gusto dell'autore; tuttavia secondo alcuni studiosi, oltre alla Flora, la figura femminile potrebbe raffigurare una ninfa o Proserpina.
L'affresco fu ritrovato nel 1759 durante l'esplorazioni della villa da parte di Karl Jakob Weber e venne asportato per entrare a far parte della collezione borbonica: il cubicolo venne successivamente interrato e solo di recente, nuovi scavi hanno interessato la zona. La Flora di Stabia è stata ripresa più volte in diversi contesti: nel 1947 è stata utilizzata come soggetto pubblicitario per una fabbrica di profumi parigini; nel 1998 invece viene riprodotta su francobolli francesi: tuttavia, curiosamente, sugli stessi francobolli, è riportata la scritta UNESCO, ma si tratta di un errore piuttosto grossolano, in quanto il sito archeologico di Stabia non rientra nei patrimoni dell'umanità, contrariamente a quelli vicini di Pompei, Ercolano e Oplonti.
La figura femminile, dipinta su di un fondo verde acqua, è posta di spalle, a piedi scalzi e è abbigliata con un chitone giallo, mosso da una leggera brezza, che le lascia una spalla nuda e ha il capo ornato con un diadema e l'avambraccio sinistro con un'armilla; nel suo movimento verso l'ignoto, raccoglie dei fiori bianchi da un cespo che poggia poi in un kalathos. L'intera immagine sembra essere priva di una dimensione spaziale e l'unico elemento caratterizzante è il suolo su cui cammina la donna, evidenziato da una striscia bianca.